# Tamás Iváncsik
Tamás Iváncsik (ur. 3 kwietnia 1983 w Győrze), węgierski piłkarz ręczny, reprezentant kraju, prawoskrzydłowy. Jest bratem innego reprezentanta Węgier, Gergő Iváncsika.

## Sukcesy
- 2008, 2009, 2010: mistrzostwo Węgier
- 2009, 2010: puchar Węgier
- 2008: Puchar Zdobywców Pucharów